# Вакан, Лоик
Лоик Вакан (фр. Loïc Wacquant; 1960) — французско-американский социолог, специализирующийся на социологии города, городской бедности, расовом неравенстве, социальной теории и этнографии. Профессор социологии и научный сотрудник Юридического института Эрл Уоррен, Университета Калифорнии в Беркли, научный сотрудник Центра европейской социологии в Париже. Был членом Гарвардского общества стипендиатов. Лауреат стипендии МакАртура (1997) и многих других наград.

## Биография
Родился и вырос в Монпелье на юге Франции, получил образование в области экономики и социологии во Франции и США. Был учеником и близким соратником Пьера Бурдье, а также тесно сотрудничал с Уильямом Джулиусом Уилсоном в Чикагском университете, где получил докторскую степень по социологии в 1994 году. Является соучредителем и редактором междисциплинарного журнала «Этнография» («Ethnography»), а также сотрудником «Ле монд дипломатик». 

## Научная деятельность
Его основные исследования проводились в гетто Южного Чикаго, парижских пригородах и в тюрьмах Соединенных Штатов и Бразилии.

### Тело и душа
В работе «Body and Soul: Ethnographic Notebooks of An Apprentice-Boxer» Вакан освещает своё социологическое исследование боксёрской деятельности. Цель его работы - продемонстрировать, что социальный агент прежде всего существо из плоти. Для демонстрации этого тезиса Вакан сам становится боксёром-любителем. Ему важно показать жизнь боксёра в "естественной среде обитания". 

## Работы
- Bourdieu, Pierre and Wacquant, Loïc (1992) «An Invitation to Reflexive Sociology». Chicago: The University of Chicago Press.
  - Пьер Бурдье, Лоик Вакан. «Рефлексивная социология. Часть II: Чикагский воркшоп» / Перевод с англ. Анастасии Рябчук. — Киев: Медуза, 2015. — 224 с.
    - Язык и символическое насилие // Спільне. — 2.02.2011
    - Мужское доминирование // Спільне. — 30.03.2011
    - Пьер Бурдье: «Меня можно объективировать, как и любого другого» // Спільне. — 10.12.2012
- Wacquant, Loïc (November 1999) «Les Prisons de la misere». Paris: Editions Raisons d’agir. ISBN 9782912107077
- Wacquant, Loïc (2004) «Body and Soul: Ethnographic Notebooks of An Apprentice-Boxer». New York: Oxford University Press. ISBN 0195168356
- Wacquant, Loïc (2005) «Pierre Bourdieu and Democratic Politics». Cambridge: Polity Press. ISBN 9780745634876
- Wacquant, Loïc (2008) «Urban Outcasts: A Comparative Sociology of Advanced Marginality». Cambridge: Polity Press. ISBN 9780745631240
- Wacquant, Loïc (2009) «Punishing the Poor: The Neoliberal Government of Social Insecurity». Durham: Duke University Press. ISBN 9780822344049
- Wacquant, Loïc (2009) «Prisons of Poverty (expanded edition).» Minneapolis: University of Minnesota Press. ISBN 9780816639007
- Wacquant, Loïc (2009) «Deadly Symbiosis: Race and the Rise of Neoliberal Penality.» Cambridge: Polity Press. ISBN 0745631223